# Volvo S80
La Volvo S80 est une berline de luxe du constructeur automobile Volvo. Elle est moins sportive que les autres modèles de la marque et s'oriente plus vers le confort et le luxe. La S80 est assemblée dans l'usine de Torslanda en Suède.
La Volvo S80 peut se comparer aux berlines haut-de-gamme des constructeurs allemands comme les Audi A6, BMW série 5 ou les Mercedes Classe E, mais aussi au modèle GS du Japonais Lexus.

## Première génération (1998–2006)
La première génération de la S80 (code P23 ; chef de projet Hans Wikman) est conçue par les ingénieurs suédois au lendemain de la douloureuse rupture avec Renault. Elle inaugure la nouvelle plateforme P2 qui sera déclinée dans d'autres modèles de prestige correspondant au nouveau cap de la firme et permettra à Volvo de monter en gamme.
Initialement, le remplacement de la S90 (anciennement 960) et de la Renault Safrane devait être un véhicule commun au format « Classe S »[réf. souhaitée], ce qui deviendra un point de divergence entre les français et les suédois. La rupture avec Renault aura pour conséquence de repousser l'aboutissement du projet P23 de deux années et permettra aux suédois de relancer leur propre projet en mai 1994, fondé sur un cahier des charges purement scandinave.

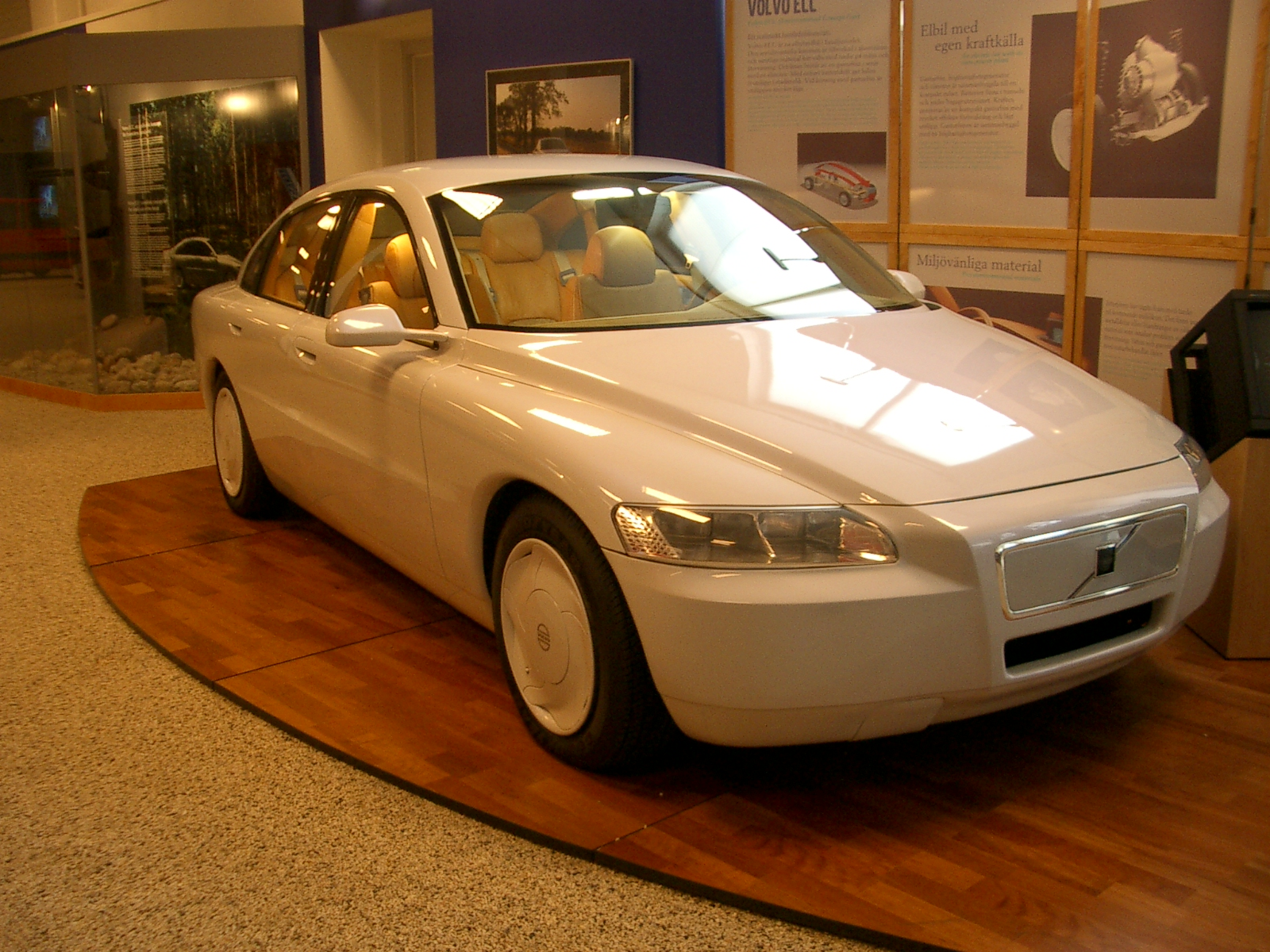
Volvo ECC concept

Le design de la S80, résultat des travaux de Doug Frasher (qui signera également le XC90), est étroitement issu du prototype ECC présenté en 1992 et a été supervisé par Peter Horbury, entré chez Volvo en 1991. Les études de design qui ont abouti au prototype ECC et à la S80, puis au V70, au XC90 et à la S60 ont été menées au VMCC (Volvo Monitoring and Concept Center), ouvert en 1986 à Camarillo, près de Los Angeles en Californie.
Le cahier des charges de la S80 stipulait qu'elle ne serait pas épaulée par une version break, afin de véhiculer une image plus axée sur le luxe que sur les aspects pratiques, ce qui a permis de relâcher certaines contraintes de conception. Par ailleurs, il a été mis l'accent sur la sécurité, la rigidité de la structure, la communication, la protection de l'environnement, ce qui a amené la S80 à être équipée d'airbags rideaux (IC pour Inflatable Curtain), du système WHIPS (anti-coup du lapin), d'une structure de caisse ultra-rigide, de projecteurs avant à forme libre, d'un téléphone GSM totalement intégré et d'un système électrique multiplexé reliant 18 calculateurs et 24 modules électroniques via deux câbles réseau (y compris pour le moteur et la boite de vitesses), une première pour Volvo. Enfin, la S80 était produite selon une charte environnementale contrôlant les émissions polluante durant l’ensemble du cycle de vie du véhicule. La S80 était produite avec 25 % de plastique recyclé, sans mercure, sans amiante, sans cadmium et sans CFC.

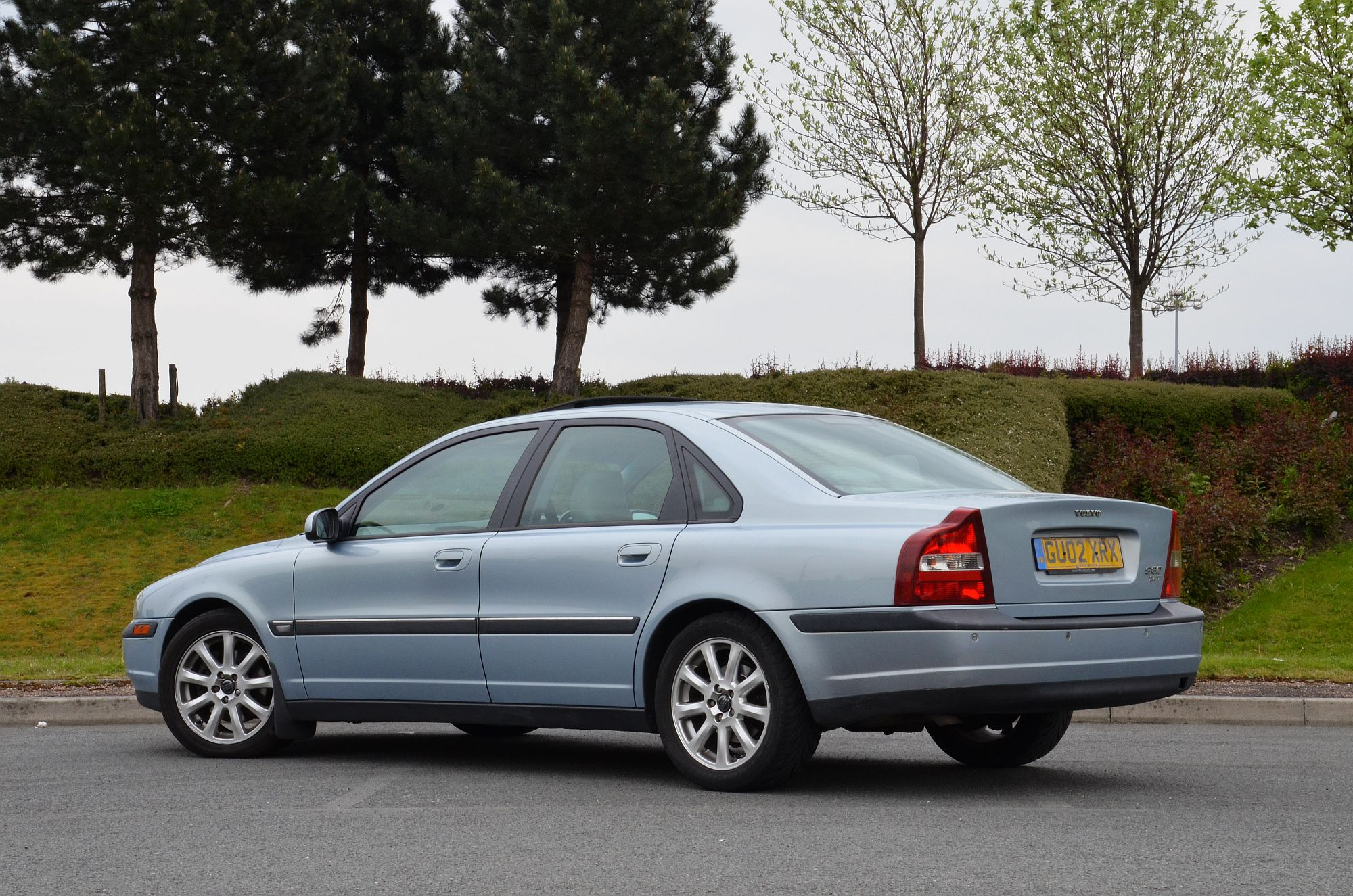
Volvo S80 I phase 1

Le 28 mai 1998, la S80 est présenté à Göteborg. Le salon de l'automobile de Paris 1998 est le premier événement international où la S80 est présentée. Bien que construite sur la même plateforme que la S60 et la V70 d’alors, ses dimensions supérieures font d'elle un véhicule exclusif, qui ne partage aucun panneau de carrosserie extérieur avec les autres véhicules de la gamme, existants ou à venir.
Le coefficient de trainée de la S80 est de 0.28, une valeur de premier plan en 1998. La S80 reprend le fameux cat walk, un débord presque plat qui court de chaque côté sous les vitres latérales et jusqu'aux feux, qui distinguait autrefois la série 120 et la série 140/240 dans une moindre mesure.

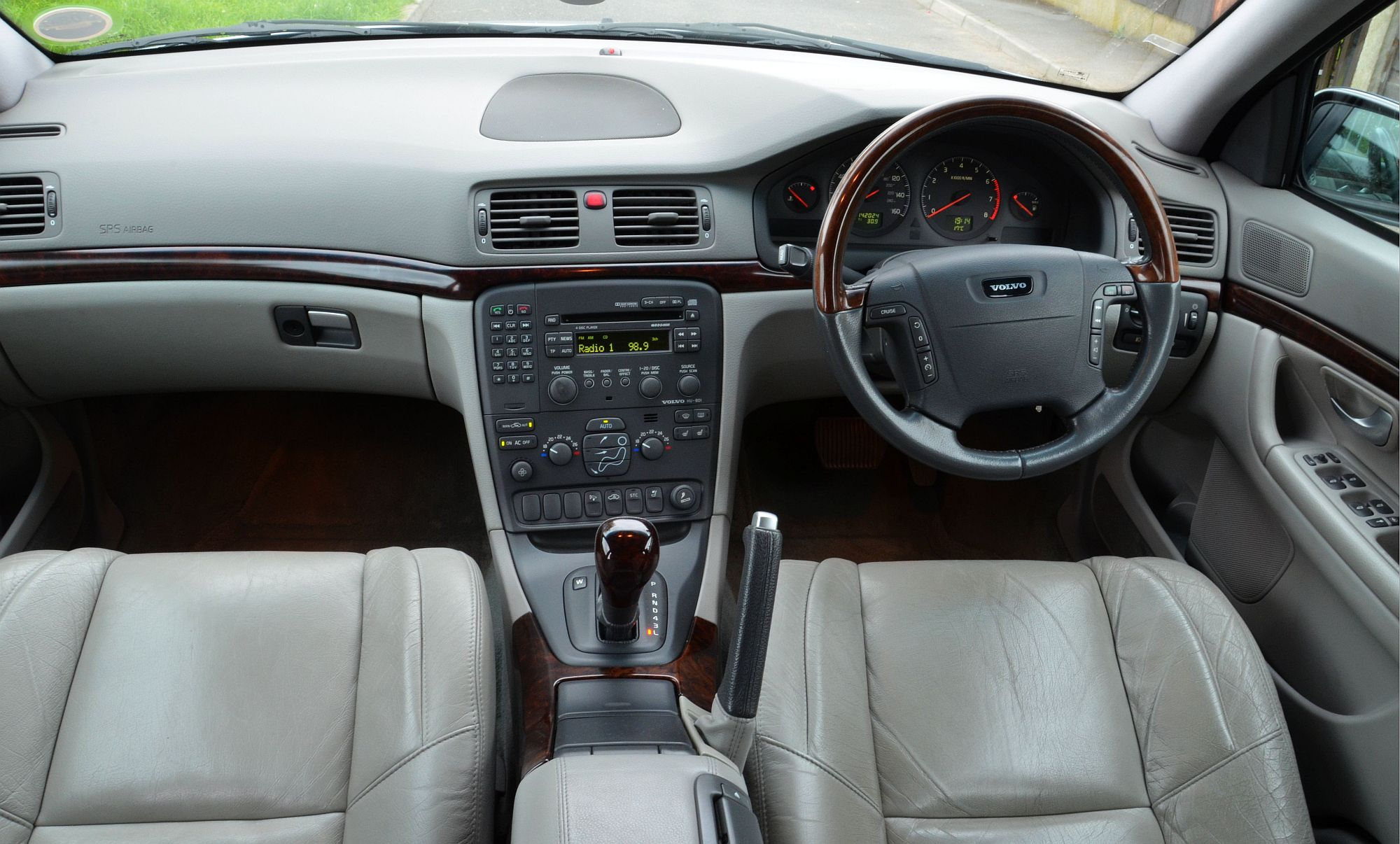
Volvo S80 I phase 1 (intérieur)

L'intérieur est également exclusif à la S80 : aucun élément de l'habitacle (à l'exception des sièges avant) n'est réemployé dans la gamme.
Pour motoriser la S80, les moteurs 5 et 6 cylindres essence (famille « N ») inaugurée en 1990 sur la 850 et la 960 ont été remaniés (famille « RN »). Continuous Variable Valve Timing, culasse aux conduits optimisés, soupapes d'admission agrandies à l'admission pour les 6 cylindres, boitier papillon électronique sont au programme de cette évolution. La S80 dispose de moteurs essence allant du 5 cylindres en lignes 2,4 L (2,0 L sur certains marchés) proposé en version 140 ch et 170 ch, au 6 cylindres en ligne bi-turbo de 2,8 L (272 ch) en passant par le 6 cylindres en ligne 2,9 L de 204 ch. Une version Bi-Fuel (essence et gaz naturel) était également disponible.
En motorisation diesel, la S80 est équipée lors de sa commercialisation du 5 cylindres en ligne 2,5 L de 140 ch d'origine Volkswagen. Ce moteur est remplacé en 2001 par un bloc conçu en Suède avec le concours du bureau d’études Porsche (sur la base du bloc essence mais largement adapté), le 5 cylindres en ligne 2,4 L « D5 » proposé en 130 ch et 163 ch.
Côté transmissions, la S80 est équipée en versions 5 cylindres d'une boite manuelle 5 rapports M56 reprise de la série 850 / V70 ou d'une boite automatique 4 ou 5 rapports d'origine Aisin-Warner. Tous les moteurs sont en position transversale avant, ce qui a obligé Volvo à se munir de transmissions extrêmement compactes pour les moteurs 6 cylindres. À cet effet, les versions 6 cylindres sont équipées d'une boite manuelle M65 à 4 arbres (sauf la version T6) ou d'une transmission automatique auto-adaptative 4 rapports d'origine GM type 4T65EV (en) (le V signifiant l'adaptation pour Volvo). Cette boite de vitesses automatique a la particularité de recevoir le couple du moteur via une chaine, la boite en elle-même étant installée derrière le moteur. Cette dernière transmission était disponible en version Geartronic (mode séquentiel), uniquement sur la T6 dans un premier temps, auquel cas elle recevait également un viscocoupleur externe.
La S80 a été proposée en version boite automatique et transmission intégrale après le restyling de 2003, motorisée par un groupe 2.5 l essence Turbo. La transmission AWD est cependant incompatible avec le châssis FOUR-C.
Une direction à assistance variable, une alarme sophistiquée, des vitrages latéraux feuilletés et le système Mayday (alerte via GSM en cas d'accident) étaient disponibles en option, ainsi que le DSTC (Dynamic Stability and Traction Control), une évolution du STC intégrant un freinage différencié des quatre roues pour corriger la trajectoire du véhicule.
À partir du millésime 2000, une version haut de gamme appelée Executive est proposée. Cette version reçoit deux sièges individuels à l'arrière, séparés par une console regroupant des équipements supplémentaires. La version Executive est également disponible avec deux niveaux de blindage (vitrages de 21 ou 46 mm d'épaisseur, structure renforcée par adjonction de  Kevlar).

En 2003, elle est largement remaniée (plus de 700 modifications) lors de son restylage. À cette occasion, elle est équipée en option du châssis Four-C qui adapte la suspension à la conduite et à la chaussée.

Volvo S80 I phase 2
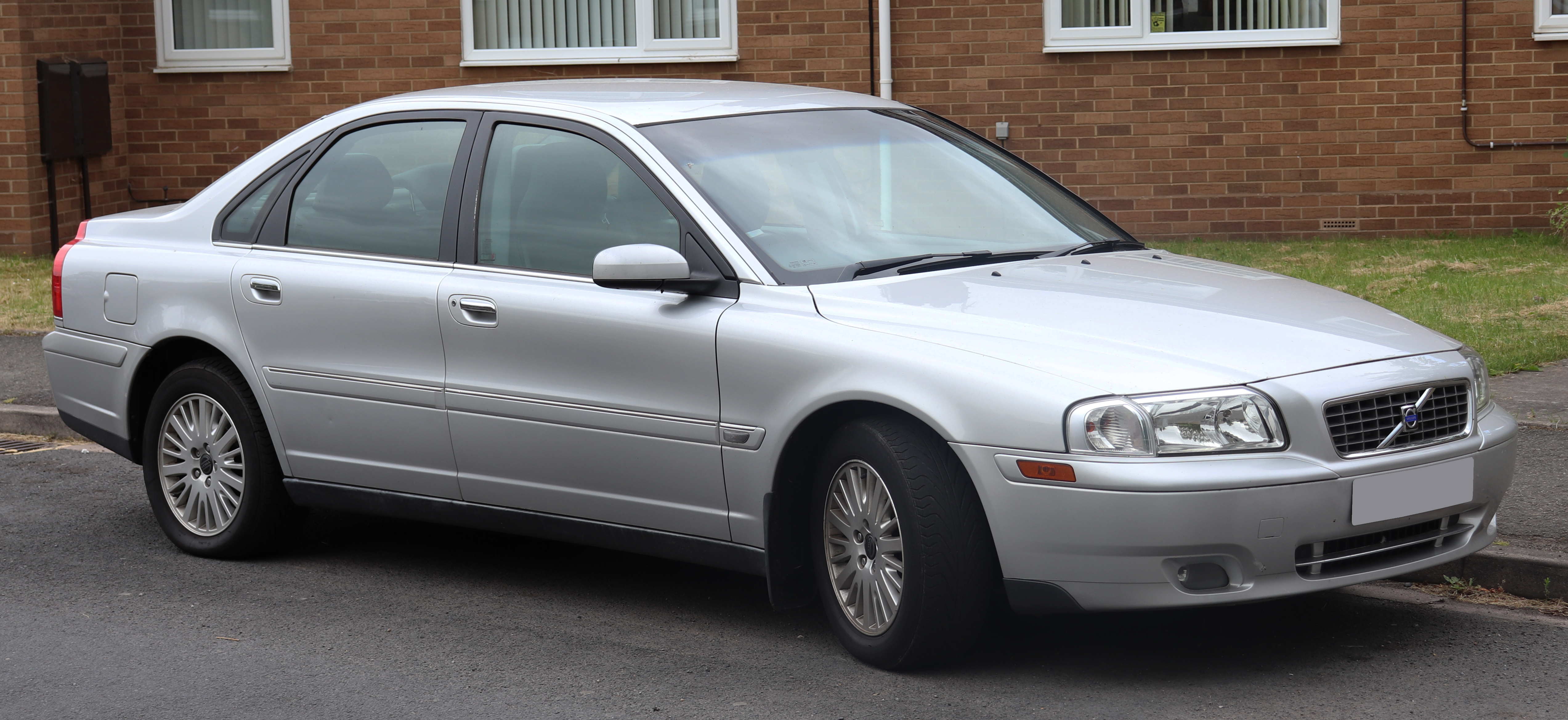
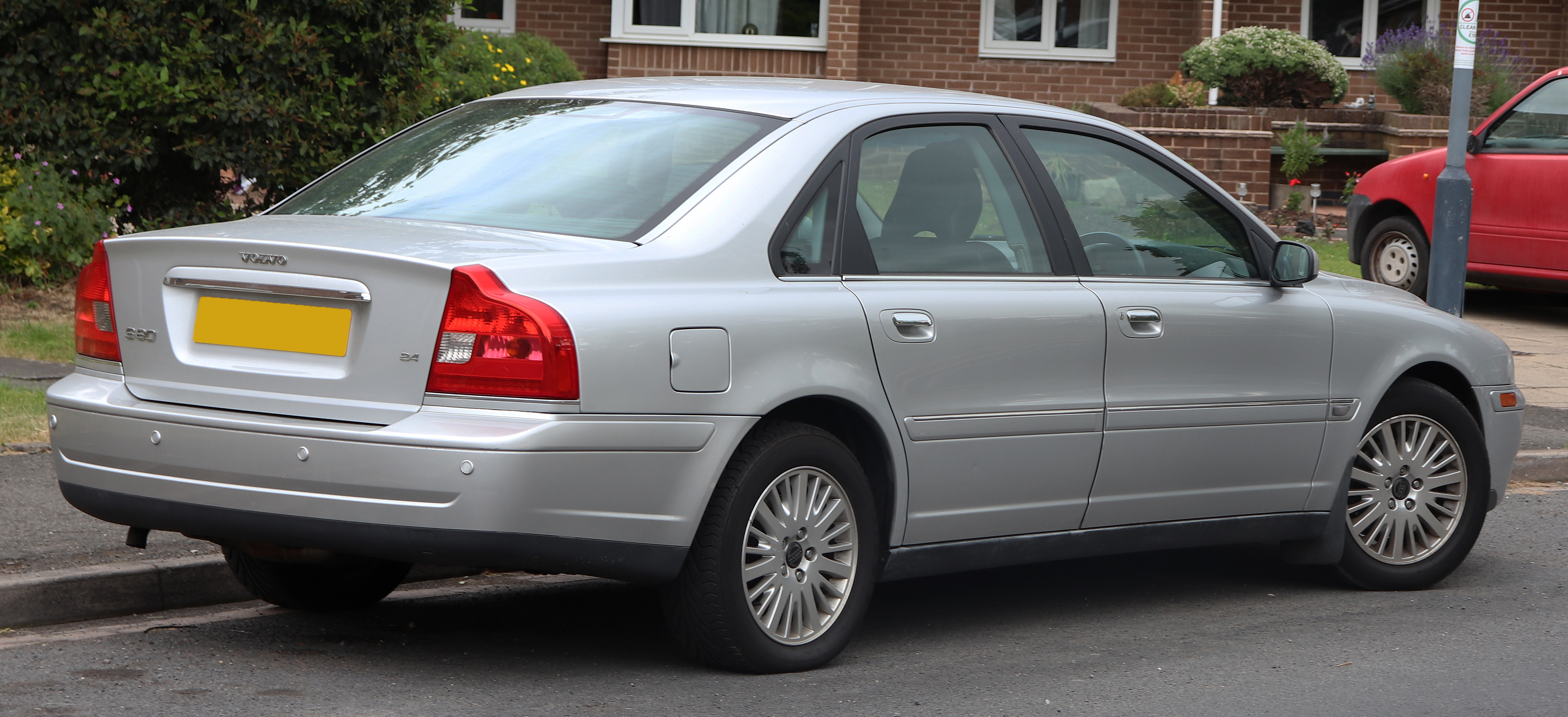

Courant 2006, le dernier exemplaire sort des usines de Göteborg et clôt une production de 388 595 unités.
| Modèle                                | Modèle   | 2,4         | 2,4       | 2,9        | T6      | T6      | 2,4D    | 2,5D      | D5     |
| ------------------------------------- | -------- | ----------- | --------- | ---------- | ------- | ------- | ------- | --------- | ------ |
| Énergie                               | Énergie  | essence     | essence   | essence    | essence | essence | diesel  | diesel    | diesel |
| Type                                  | Type     | L5          | L5        | L6         | L6      | L6      | L5      | L5        | L5     |
| Cylindrée                             | cm3      | 2 435       | 2 435     | 2 922      | 2 783   | 2 922   | 2 401   | 2 460     | 2 401  |
| Puissance fiscale                     | CV       | 9           | 11        | 13         | 19      | 19      | 8       | 8         | 10     |
| Puissance                             | ch       | 140         | 170       | 204        | 272     | 272     | 130     | 140       | 163    |
| Couple                                | N m      | 220         | 230       | 280        | 380     | 380     | 280     | 290       | 340    |
| Poids                                 | kg       | 1 455       | 1 457     | 1 573      | 1 770   | 1 770   | 1 535   | 1 670     | 1 542  |
| Conso. mixte (93/116 CEE) (BVM / BVA) | L/100 km | 8,5 / 9,4   | 8,9 / 9,5 | 9,7 / 10,1 | 10,9    | 10,9    | 6,5     | 6,4 / 7,4 | 6,5    |
| CO2 (BVM/BVA)                         | g/km     | 204 / 225   | 213 / 228 | 232 / 243  | - / 264 | - / 259 | 171 / - | 169 / 196 | 172    |
| V. max (BVM / BVA)                    | km/h     | 205 / 200   | 220 / 215 | 235 / 225  | 250     | 250     | 200     | 205 / 200 | 210    |
| 0–100 km/h (BVM / BVA)                | s        | 10,5 / 11,4 | 9,0 / 9,9 | 8,2 / 8,9  | 7,2     | 7,2     | 11,9    | 11 / 11,5 | 9,8    |

## Deuxième génération (2006–2016)
La deuxième génération de la Volvo S80 est présentée au salon de Genève 2006 et commercialisée à partir du printemps 2006. Elle repose sur la plate-forme EUCD, commune au groupe Ford. De dimensions proches de la première génération, elle adopte un design extérieur plus fluide tout en conservant l'unique carrosserie 4 portes, toutefois la troisième génération du break V70 découle de la S80. L'habitacle se dote de sièges plus confortables, d'une planche de bord ultra-plate, d'une finition cuir et de systèmes d'isolation phonique améliorés.
Les moteurs essence se déclinent en 5 versions, comprenant le 5 cylindres en ligne turbo de 2,5 L en position transversale avant de 200 ch. Ce bloc, à la fiabilité sans faille, a le très net avantage de proposer un couple généreux de 300 Nm à 1 500 tr/min grâce à son turbo basse pression, lui permettant ainsi des relances à très bas régime, ces caractéristiques lui procurent une souplesse d’utilisation rare pour un bloc essence sur une berline de cette catégorie et de ce poids. Sa sonorité et sa réputation en font un ”must have“ dans le monde Volvo depuis plus de 25 ans. Au-dessus la S80 étrenne deux nouveaux 6 cylindres en ligne tout aluminium à distribution et levée de soupapes variables, un 3,2 L atmosphérique de 238 ch et un 3 L turbocompressé de 285 ch. En haut de la gamme on retrouve le V8 d'origine Yamaha de 315 ch inauguré par le tout-terrain XC90.
La gamme de moteur diesel conserve le 5 cylindres en ligne 2,4 L turbo diesel à injection directe common rail maison en version 163 ch sur la 2,4D et 185 ch sur la D5. Le modèle est restylé en 2009, les modifications extérieures sont minimes, cette nouvelle version est marquée par l'arrivée du nouveau moteur 2.4 D5 diesel disposant de 2 turbos, affichant 205 ch et 420 N m de couple (à noter la présence anecdotique d’un 6e moteur, un 2.0 turbo essence à 4 cylindres qui ne trouvera que très peu d’acquéreurs).
La S80 adopte les dernières technologies : châssis Four-C réglable, régulateur de vitesse adaptatif, radar de distance, système de freinage intelligent, phares directionnels au xénon, direction adaptative, dispositif anti-angles morts, PCC, etc. Au niveau de la sécurité, l'accent a été mis sur la conception de moteurs « compacts » pouvant être disposés en position transversale permettant une meilleure absorption des chocs en cas de collision frontale. Elle reçoit une transmission intégrale (AWD) en option avec les motorisations 3,2 et D5, et en série sur la version T6 et V8.
Ce modèle, compte tenu de sa fiabilité, est particulièrement populaire chez les taxis parisiens (phases 2 et 3) ainsi que les représentations diplomatiques étrangères (ambassadeurs portugais (phase 2) et suédois (phase 3), par exemple).

### Phase 1 (2006–2008)
| Modèle            | Modèle  | 2,5T       | 2,5FT     | 3,2        | T6         | V8         | DRIVe  | 2.4D   | D5     |
| ----------------- | ------- | ---------- | --------- | ---------- | ---------- | ---------- | ------ | ------ | ------ |
| Énergie           | Énergie | sans-plomb | FlexiFuel | sans-plomb | sans-plomb | sans-plomb | diesel | diesel | diesel |
| Type              | Type    | L5         | L5        | L6         | L6         | V8         | L4     | L5     | L5     |
| Cylindrée         | cm3     | 2 521      | 2 521     | 3 192      | 2 953      | 4 414      | 1 561  | 2 401  | 2 401  |
| Puissance fiscale | CV      | 13         | 15        | 16         | 20         | 23         | 6      | 10     | 11     |
| Puissance         | ch      | 200        | 231       | 238        | 285/304    | 315        | 110    | 163    | 185    |
| Couple            | N m     | 300        | 340       | 320        | 440        | 440        | 240    | 340    | 400    |
| Poids             | kg      | 1 680      | 1 501     | 1 653      | 1 755      | 1 807      | 1 556  | 1 669  | 1 626  |
| CO2               | g/km    | 244        | 206       | 208        | 231        | 284        | 119    | 139    | 139    |
| V. max            | km/h    | 235        | 210       | 240        | 250        | 250        | 190    | 215    | 230    |
| 0–100 km/h        | s       | 7,5        | 7,3       | 7,9        | 6,7        | 6,5        | 12,4   | 9,7    | 8,0    |

### Phase 2 (2009–2011)
Lors du salon automobile de Genève 2009, la S80 est légèrement restylée tout comme les autres modèles de la gamme comme la C30, la C70, la V70, la XC70 ou encore le XC90.
Pas de transformations importantes, la calandre obtient un logo plus affirmé et le pack Chrome, disponible en option sur la phase I mais standard sur la version Executive, devient de série sur toutes les finitions. Ce pack chrome s'applique aux antibrouillard avant, aux bas des portières ainsi qu'aux blocs de feux arrière. À l'intérieur, de l’aluminium brossé vient jouer avec les matériaux sombres ici et là.
La vraie nouveauté de cette S80 année 2009 est l’arrivée du nouveau bloc Diesel biturbo D5 aux 205 chevaux. Évolution de la version 185 ch (5,8 L/100 km – 154 g/km CO2), elle limite l’impact environnemental en ne consommant que 6,2 L/100 km et ne rejetant que 164 g de CO2 par km.
En mars 2009, la S80L est présentée en Chine, où elle est spécifiquement produite. Rallongée de 140 mm, elle est en outre équipée d'un système audio et de sièges arrière améliorés.
Le Groupe PSA fournit à partir de juillet 2009 un bloc diesel de 1.6L, d'une puissance de 109/110 ch, portée sur les phases suivantes à 115 ch. Malgré un poids en diminution de 110 kg par rapport aux autres motorisations, ce bloc s'avère insuffisant pour mouvoir la S80, d'autant que la BVA 6 Aisin Warner TF-80SC, qui ne brille certes pas par sa rapidité, n'est initialement pas proposée sur ce moteur. Ce bloc n'est pas disponible sur tous les marchés, mais surtout, il n'offre pas les mêmes avantages en matière d'entretiens que les autres blocs diesel, eux d'origine Volvo, ce moteur propose également une fiabilité très discutable, à l'image des berlines française sur lequel ce bloc s'est vu installé.
En effet, sur le 1.6L, le filtre à particules (FAP) doit être changé au bout de 160 000 km tandis que les blocs Volvo se targuaient de ne jamais nécessiter un tel changement en utilisation adaptée. Un argument de poids pour délaisser ce petit bloc, qui n'a pas su convaincre la presse automobile faute de reprises suffisantes et pour effectuer des dépassements confortablement, une tâche pourtant réalisée sans aucun problème avec le bloc D3, fort de 136 puis 163 ch.

### Phase 2.1 (2011–2012)

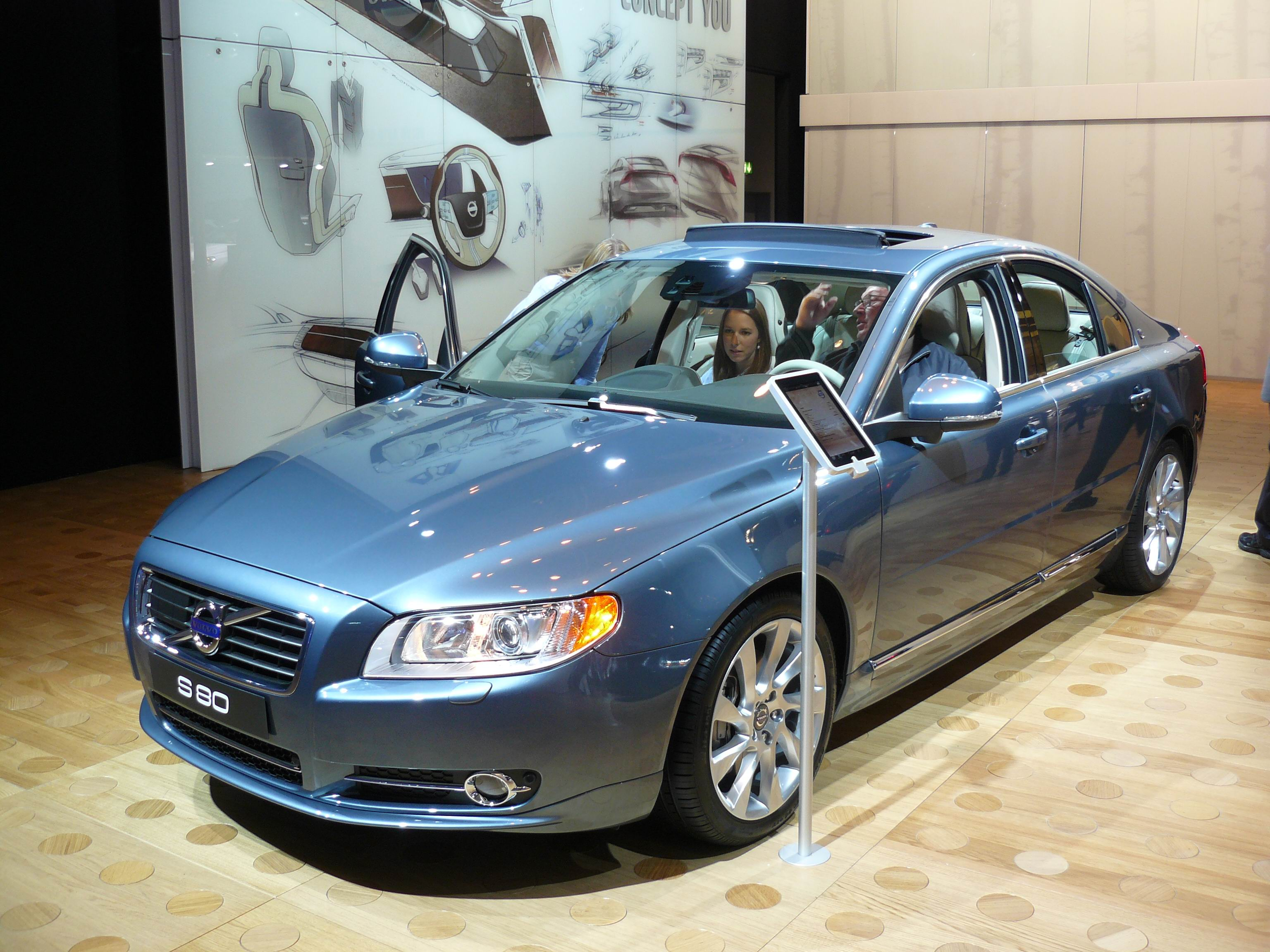
Volvo S80 II phase 4

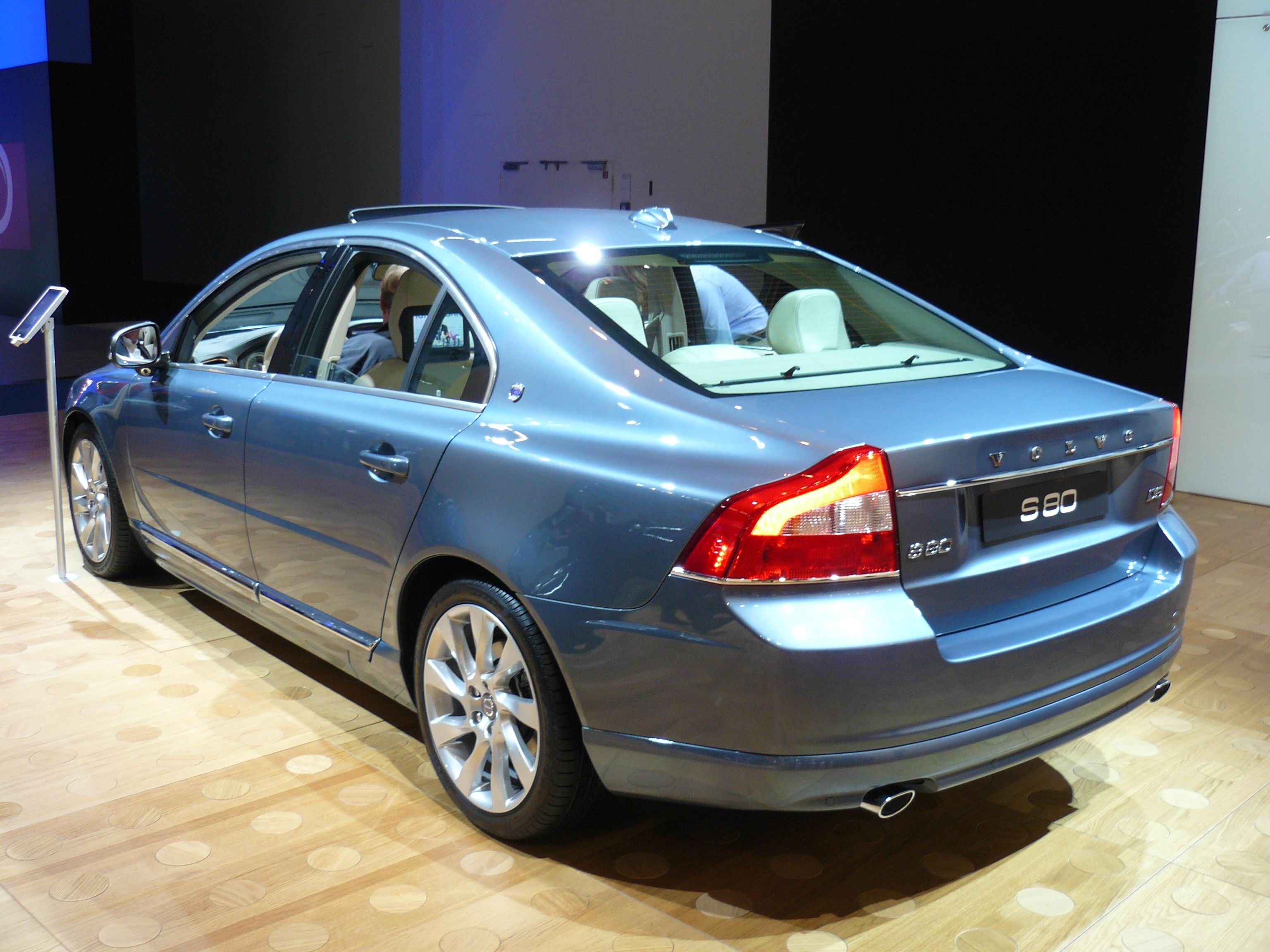
Volvo S80 II phase 4

Le millésime 2012 (produit à partir d'avril 2011) reçoit une nouvelle planche de bord et de nouveaux rétroviseurs à répétiteurs LED. Le système Sensus avec écran de 18 cm est désormais intégré dans la planche de bord et ne se déploie plus simplement lorsqu'il est sollicité par le conducteur, ce qui est une sensible évolution car le précédent système équipait déjà la S80 de première génération dès sa commercialisation et n'était plus au niveau de la concurrence.
Sur le millésime 2012, intervient la commercialisation d'une édition spéciale baptisée « Edition Luxe » de janvier à juin 2012 pour les motorisations D3 et D5. Cette édition spéciale se distingue notamment par des jantes 18" Magni, une planche de bord garnie de cuir marron, et le système RSE (Rear Seat Entertainment), tous ces équipements étant empruntés à la finition haut de gamme Executive. Le pack Nordique, disponible pour moins de 1100€ supplémentaires, permet d'obtenir les feux xénon bidirectionnels (ABL [Auto Bending Light]), les lave-phares haute pression ainsi que les sièges chauffants à l'avant.
| Modèle            | Modèle  | T4         | T5         | 3,2        | T6         | DRIVe  | D3     | D5     |
| ----------------- | ------- | ---------- | ---------- | ---------- | ---------- | ------ | ------ | ------ |
| Énergie           | Énergie | sans-plomb | sans-plomb | sans-plomb | sans-plomb | diesel | diesel | diesel |
| Type              | Type    | L4         | L4         | L6         | L6         | L4     | L5     | L5     |
| Cylindrée         | cm3     | 1 596      | 1 999      | 3 192      | 2 953      | 1 560  | 1 984  | 2 400  |
| Puissance fiscale | CV      | 10         | 15         | 16         | 21         | 6      | 9      | 11     |
| Puissance         | ch      | 180        | 240        | 243        | 304        | 110    | 163    | 205    |
| Couple            | N m     | 240        | 320        | 320        | 440        | 240    | 400    | 420    |
| Poids             | kg      | nc         | nc         | 1 732      | 1 755      | 1 556  | 1 669  | 1 626  |
| CO2               | g/km    | 159        | 184        | 219        | 231        | 119    | 139    | 139    |
| V. max            | km/h    | 220        | 245        | 235        | 250        | 190    | 215    | 230    |
| 0–100 km/h        | s       | 8,5        | 7,5        | 8,2        | 6,7        | 12,4   | 9,7    | 8,0    |

### Phase 3 (2013–2016)
La troisième phase de la S80 de seconde génération est produite à partir de mi-2012, elle est marquée par une profonde modification du bouclier avant. La calandre agrandie est empruntée à la S60 et les antibrouillards, qui assument désormais également la fonction de feux de jour, prennent une forme rectangulaire.
Le bouclier arrière est légèrement mis à jour avec une touche de chrome au niveau des sorties d'échappement. La malle de coffre est elle aussi revue avec une barre de chrome qui s'épaissit sur ses extrémités. Enfin, les feux arrière sont redessinés. Si les feux de position étaient déjà à LED sur les phases 1 et 2, ce n'était pas le cas des feux stop qui demeuraient des ampoules halogènes classiques au culot BA15S. Désormais, les feux stop et les feux de position sont à LED et donnent une signature lumineuse différente des phases précédentes. Les clignotants, feu de recul et antibrouillard demeurent à halogène.
Depuis septembre 2013, la Volvo S80 est disponible avec la nouvelle gamme de moteurs DRIVe. Ces nouveaux moteurs sont des moteurs Euro 6 qui arrivent à combiner des valeurs de CO2 très favorables et une faible consommation de carburant.
La motorisation D3 (2.0L, L5) n'est plus commercialisée sur cette phase. La version D4, un 4 cylindres en ligne, la remplace avec une puissance néanmoins portée à 181 chevaux, un couple identique de 400 N m et une consommation en baisse de 4,7 à 4,5 L/100 km sur autoroute.

### Finitions disponibles (en fonction des millésimes et des marchés — hors US)
- Kinetic
- Momentum
- Edition Luxe, France (2012)
- Momentum Business
- Summum
- Xénium
- Executive (se distingue entre autres par un badge couronné « S80 » sur le pilier C)

## Caractéristiques techniques — S80 version 2014 MY2015
|                               | D2                                                            | D4 (DRIVe)                                                    | D5                                                            | T4                           | T5 (DRIVe)                   | T6 AWD                       |
| ----------------------------- | ------------------------------------------------------------- | ------------------------------------------------------------- | ------------------------------------------------------------- | ---------------------------- | ---------------------------- | ---------------------------- |
| Moteur                        | 4 cylindres en ligne diesel Injection directe à rampe commune | 4 cylindres en ligne diesel Injection directe à rampe commune | 5 cylindres en ligne diesel Injection directe à rampe commune | 4 cylindres en ligne essence | 4 cylindres en ligne essence | 6 cylindres en ligne essence |
| Cylindrée                     | 1 560 cm3                                                     | 1 969 cm3                                                     | 2 400 cm3                                                     | 1 596 cm3                    | 1 969 cm3                    | 2 953 cm3                    |
| Puissance maxi à tr/min       | 115 ch 3 600                                                  | 181 ch 4 250                                                  | 215 ch 4 000                                                  | 180 ch 5 700                 | 245 ch 5 500                 | 304 ch 5 600                 |
| Couple maxi à tr/min          | 270 N m 1 750                                                 | 400 N m 1 750 à 2 500                                         | 420 N m (aut: 440 N m) 1 500 à 3 250                          | 240 N m 1 600 à 5 000        | 350 N m 1 500 à 4 800        | 440 N m 2 100 à 4 200        |
| Masse à vide                  | 1 541 kg (aut: 1 563 kg)                                      | 1 606 kg (aut: 1 635 kg)                                      | 1 640 kg (AWD: 1 701 kg)                                      | 1 548 kg                     | 1 613 kg                     | 1 724 kg                     |
| Vitesse maxi                  | 190 km/h (auto. 185 km/h)                                     | 225 km/h                                                      | 225 km/h                                                      | 220 km/h                     | 230 km/h                     | 250 km/h                     |
| Accélération de 0–100 km/h    | 11,5 s (auto. 12,8 s)                                         | 8,4 s                                                         | 7,8 s                                                         | 9,2 s                        | 6,5 s                        | 6,4 s                        |
| Consommation Mixte (L/100 km) | 4,1                                                           | 4,0 (auto. 4,5)                                               | 6,1 (AWD: 5,9)                                                | 7,1                          | 6,2                          | 9,9                          |
| Émissions CO2 (g/km)          | 107 (auto. 109)                                               | 104 (auto. 117)                                               | 159                                                           | 165                          | 144                          | 231                          |

## Véhicule spécial
La Volvo S80 est également utilisé comme base pour des voitures spécialisées telles que des limousines allongées, des corbillards et des ambulances,. Une entreprise produisant de tels modèles de véhicules est Nilsson Special Vehicles, basée à Laholm, en Suède. Les ambulances Volvo reçoivent un nouveau corps à l'arrière ainsi qu'un toit surélevé. Une porte latérale coulissante est installée sur le côté droit (parfois des deux côtés) et le hayon est agrandi pour permettre un accès plus facile. Nilsson ne fabriquait que des ambulances basées sur la première génération S80. Nilsson a construit des limousines et des corbillards sur les deux générations S80. Ils fabriquent également des voitures pour des chefs d'État, notamment pour le roi de Suède et le roi des Pays-Bas.

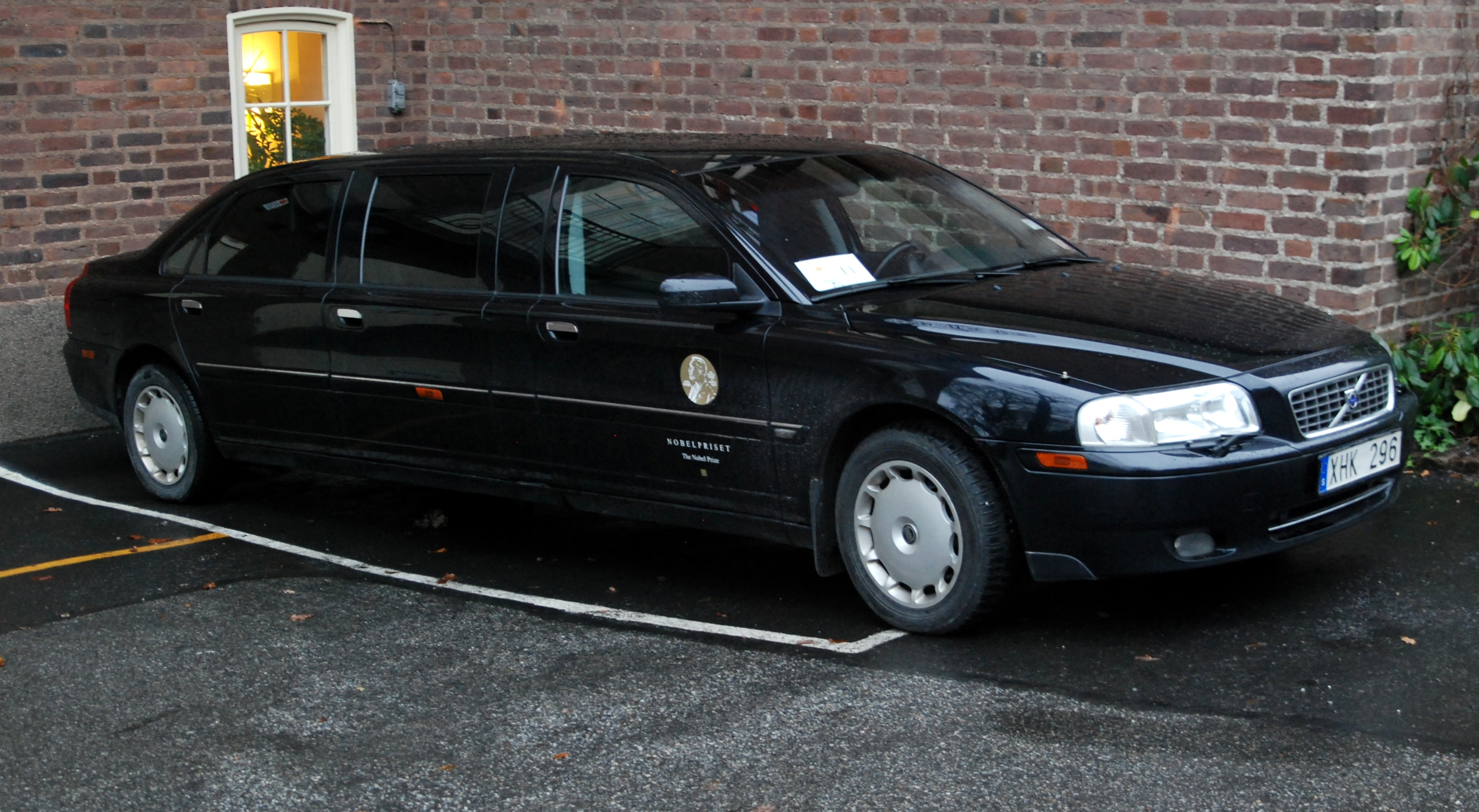
Limousine S80 à six portes.
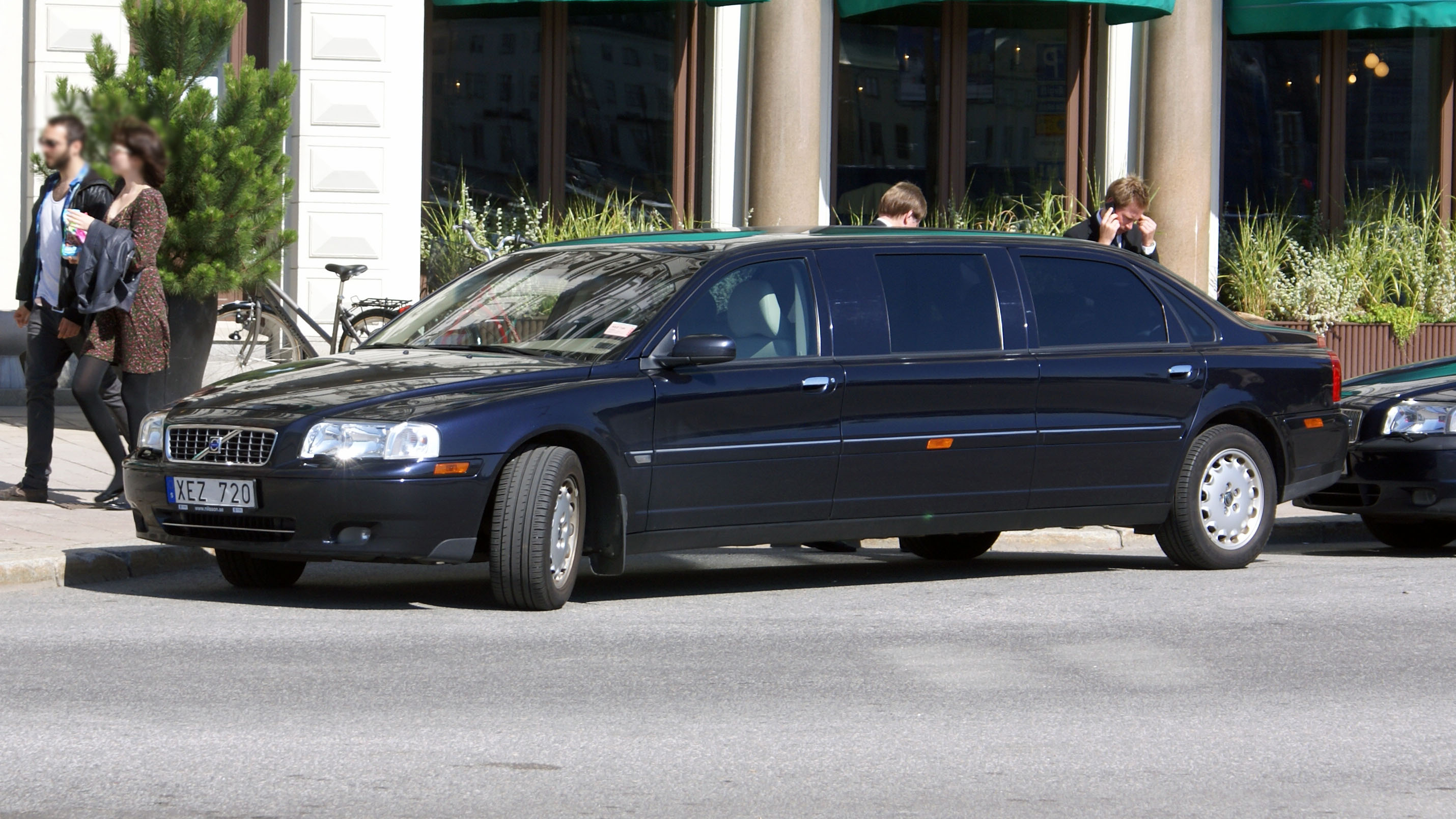
Limousine S80 à quatre portes.
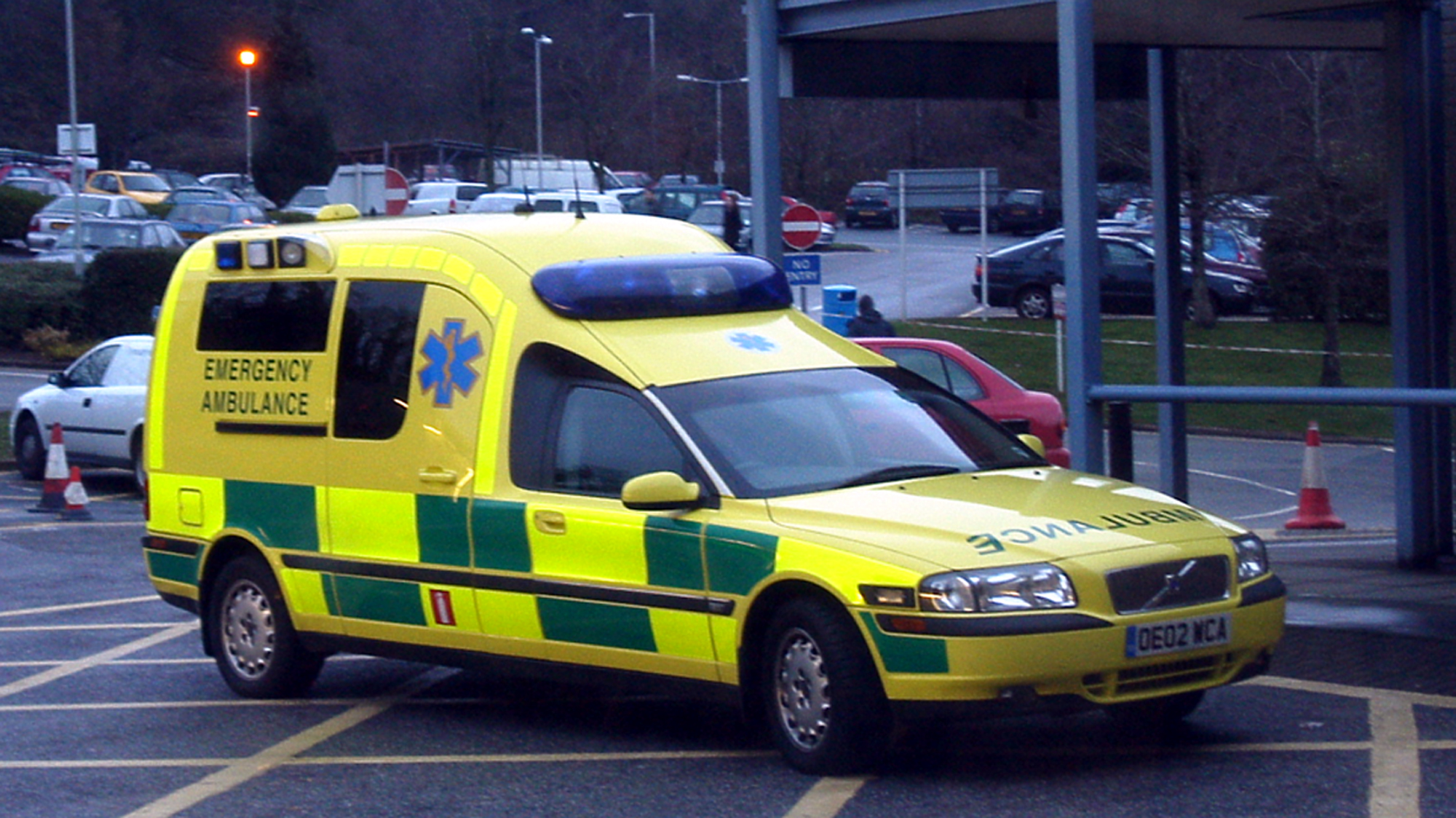
Ambulance S80.